# 法國南極遠征
法國南極遠征（英語：French Antarctic Expedition）是法國數次南極洲遠征行動的總稱。

## 第一次遠征
1772年，法國探險家伊夫-約瑟夫·德·凱爾蓋朗-特雷馬克與自然學家讓·紀堯姆·布魯蓋爾一同航向南極尋找預言所描述的未知的南方大陸，進而發現了凱爾蓋朗群島，並為法國帶來許多海外領土。
在寫給國王路易十五的報告中，凱爾蓋朗高估了這座荒島的重要性，所以又指揮了第二次的遠征行動前往該島。當時，該島荒涼又無重要性，也不是未知的南方大陸的一部份。在他回國後，因而受到監禁。

## 第二次遠征

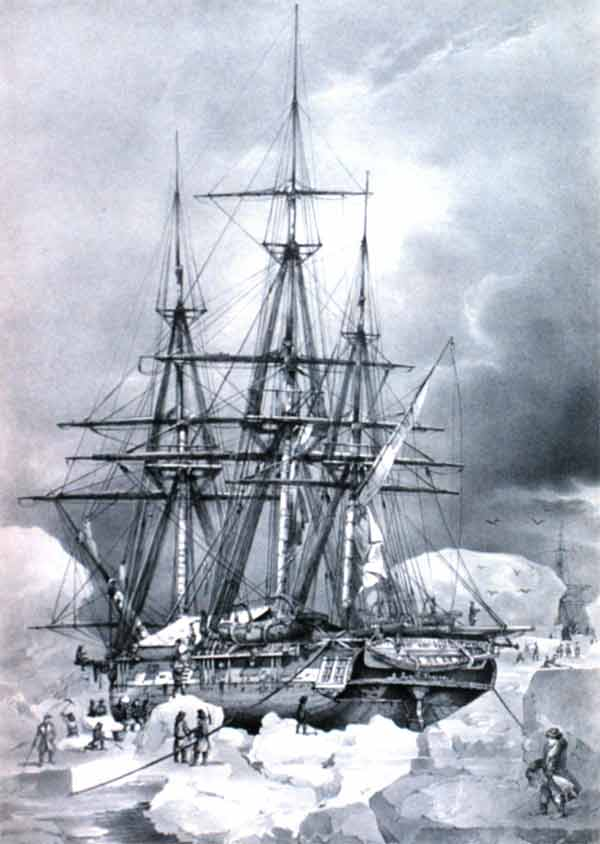
1838年，星盤號從浮冰上取水

法國探險家儒勒·迪蒙·迪維爾於1837年9月7日率領「星盤」號和「熱心」號從土倫出發。他的任務目標是更往南深入威德爾海；經過麥哲倫海峽、智利海岸，前往調查英國西澳殖民地；經荷巴特、紐西蘭找尋可設立法國罪犯殖民地的地區。預計經東印度群島、繞過好望角返回法國。
船隊抵達南奧克尼群島後，便直接前往南設得蘭群島和布蘭斯菲爾德海峽。儘管濃霧遮蔽視線，他們仍將一些新地點標記在地圖上，如：路易-菲利普地（現葛拉漢地）、羅薩梅爾島（現安德生島）和茹安維爾群島。迪蒙在太平洋探險途中停靠許多玻里尼西亞島嶼，在抵達馬克薩斯群島時，船員發現能以一些方法來和當地居民交流；在努庫希瓦島則記錄了些當地事件。
1839年12月12日，兩艘護衛艦抵達荷巴特運送病患與死者回國。迪蒙收到來自塔斯馬尼亞總督、北極地區探險家約翰·富蘭克林的來信，他說由查爾斯·威爾克斯所率領的美國探險隊正停泊於雪梨，準備向南進發。
看到人員持續減少和不佳的運氣，他決定只率「星盤」號嘗試前往南極點。但身受重傷的賈奎諾船長激勵新替人員士氣，並說服迪蒙重新考慮他的決定。1840年1月1日，「星盤」號和「熱心」號離港，迪蒙的目標很簡單：風向允許下前往南方。
在最初幾天，他們越過20多度和向西的洋流，但也損失了數人。船隊越過南緯50°後，氣溫與水溫急速下降。1月16日，跨越南極輻合帶的慶祝活動結束後，於南緯60°目視到第一座冰山，兩天後他們發現船隊處於一團浮冰的中央。1月20日，船隊跨越南極圈後，他們舉行了類似赤道跨越慶典的慶祝活動，並於當天午後目視到陸地。
兩船慢慢向西航行。1月22日，晚上9點前有部分船員於杜摩林島下船，約離星盤冰河500至600公尺。迪蒙命名了幾阿羅基群島和阿德利蘭，並由當時船上的水文學家克萊門特·阿德里安—杜摩林繪製精準的海圖。
接下來的幾天，船隊繼續向西航行並測定地磁南極的大略位置。船員見到美國查爾斯·威爾克斯所率領的雙桅縱帆船「波波色」號，但對方很快的逃入霧中。1月1日，迪蒙決定向北返航至荷巴特，並於17天後抵達，正好遇見要南下南極探險的詹姆斯·克拉克·羅斯的兩艘船艦。
2月25日，船隊前往奧克蘭群島，並放置了紀念碑，宣稱他們發現了磁南極。船隊經由紐西蘭、托勒斯海峽、帝汶、留尼旺和聖赫勒拿島，最終於1840年11月6日抵達了土倫港，最後一次的法國南極探險結束。返回法國後，迪蒙被擢升為海軍少將和獲頒法國巴黎地理學會的金獎章，並成為該會主席。他隨後撰寫此次探險報告，並於1841至1854年間陸續出版了24冊文字報告與7冊的插圖和地圖集。

## 第三次遠征

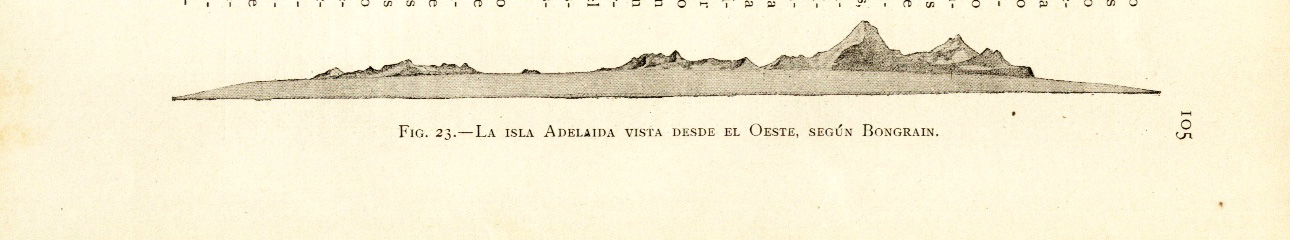
由西側看過去的阿德萊德島

1904年，讓-巴蒂斯特·夏古被指派為法國南極遠征的領導者，搭乘法國人號探索南極葛拉漢地西部海岸。1905年，遠征隊抵達阿德萊德島，並拍下帕默群島和羅貝特海岸的相片。

## 第四次遠征
1908年，夏古搭乘普爾誇帕號參與另一次法國遠征，探索別林斯高晉海和阿蒙森海，並發現羅貝特地、瑪格麗特灣和沙爾科島。